# Permsko izumrtje (dokumentarni film)
Permsko izumrtje je dokumentarni film o permsko-triasnem izumrtju, ki ga je leta 2003 posnela britanska televizijska hiša BBC.

## Vsebina
V prehodu iz perma v trias pred 215 milijoni let se je zgodil, dogodek, ki je izbrisal 95 % morskih in 70 % kopenskih živih bitij. V dokumentarnem filmu iščejo možne vzroke za dogodek.

### Padec meteorja
Prva možnost je padec meteorita na zemeljsko površje. Če ima meteorit zadostno maso lahko dvigne toliko prahu, da ta prekrije vso Zemljo. Raziskovalci so bili razudeljeni v tri skupine. Prva skupina raziskovalcev je iskala velike udarne kraterje po svetu, druga iskala »skladišča« toplogrednega plina metana v morju, tretja pa razvijala teorijo na podlagi zbranih podatkov.
Prvi udarec za živali je bil padec meteorja, drugi pa neznosne razmere po njem. Tudi danes lahko povzročimo tako izumrtje z globalnim segrevanjem.Leta 2003 se je povprečna julijska temperatura v Evropi zvišala za 3 °C. Za katastrofo v razsežnostih Permskega izumrtja pa je potrebno zvišanje za 5 °C za daljše obdobje.Ko se povprečna temperatura zviša za 5 °C, se začne v morju raztapljati metan, kar povzroči izhlapevanje  izotop toplogrednega plina ogljika (12C), ki segreje ozračje za dodatnih 5 °C. To pomeni, da se ozračje nenadoma segreje za 10 °C. Če se dogodek lahko ponovi.

### Ognjeniško delovanje
Drugi možni vzrok, ki so ga navedli v filmu, je povečano ognjeniško delovanje.